# 120 mm armata czołgowa IMI
120 mm armata czołgowa IMI – izraelska gładkolufowa armata czołgowa o długości 44 kalibrów (L/44) zaprojektowana i produkowana przez Israel Military Industries. Podobna do niemieckiej Rheinmetall Rh-120, przez co też jest z nią mylona. Izraelczycy rozpoczęli prace nad własną armatą czołgową w latach 80. XX wieku żeby zapewnić większą siłę ognia Merkawie Mk 3. Działo produkowane jest w trzech wariantach: MG251, MG251-LR i MG253.
Armata czołgowa IMI bazuje na lufie L/44. Posiada rękaw termiczny izraelskiej konstrukcji oraz wyposażona jest w przedmuchiwacz, którego budowa pozwala na montaż i demontaż bez konieczności ingerencji w konstrukcję armaty.    
Mechanizm odrzutu składa się z koncentrycznego zwalniacza i pneumatycznego rekuperatora. Wymiary całego zestawu i części zamkowej działa nie przekraczają wymiarów działa M68 kalibru 105 mm. Dzięki temu działo IMI może być montowane w wieżach o niskim profilu lub małych wymiarach. Może także zastąpić działa w Merkawach Mk 1 i 2, M60, M48 (Magach) i Centurionach (Szot). Wersje MG251 i MG251-LR posiadają półautomatyczny, elektryczny zamek klinowy.     
Działa IMI kalibru 120 mm są kompatybilne z amunicją zgodną ze standardami NATO (pociski podkalibrowe, pociski kumulacyjne oraz pociski o innym przeznaczeniu) i spełniają wymogi norm STANAG 4385, MIL-STD-810D i EMC. Działa te mogą używać również amunicji niemieckiej, francuskiej i amerykańskiej.    
|                | MG251      | MG253      |
| -------------- | ---------- | ---------- |
| Kaliber        | 120 mm     | 120mm      |
| Szerokość lufy | 530 mm     | 530 mm     |
| Długość lufy   | 5560 mm    | 5560 mm    |
| Masa           |            |            |
| lufy           | 1200 kg    | 1200 kg    |
| całości        | 2900 kg    | 2900 kg    |
| Siła odrzutu   | 500 kN     | 350 kN     |
| Dł. odrzutu    | 300-345 mm | 430-530 mm |

## Użytkownicy
Działa IMI kalibru 120 mm, w różnych wersjach, zostały użyte w następujących czołgach:
| Siły Obronne Izraela    | Magach       |  |
| Siły Obronne Izraela    | Merkawa Mk 3 |  |
| Siły Obronne Izraela    | Merkawa Mk 4 |  |
| Türk Silahlı Kuvvetleri | M60T Sabra   |  |